# Pueraria lobata
Pueraria montana var. lobata, chamada pelos japoneses de kudzu, é uma das 20 espécies do gênero Pueraria. Pertence à família Fabaceae, subfamília Fabaoideae. É uma espécie nativa do Japão. As flores medem de 1 a 1,5 cm.
A preferência no habitat da kudzu é ao redor de florestas e campos de cultivo abandonados, onde há muita luz abundante. A espécie cresce melhor onde a temperatura diminui até -15 °C e as temperaturas médias do verão estão regularmente acima de 27 °C, e precipitação anual de 1000 mm ou mais.

## Controlo com herbicidas
Para gerir de maneira eficaz, o corte dos caules deverá ser seguido imediatamente pela aplicação de herbicidas sistémicos, como por exemplo o glifosato, triclopyr, ou picloram, directamente no corte. Este processo é uma maneira efectiva de transportar o herbicida até ao extenso sistema radicular da planta. O uso de herbicidas pode ser combinado com outros métodos de erradicação e controlo, como a queima ou a herbivoria, que poderá facilitar a aplicação de químicos às plantas enfraquecidas.

## Uso medicinal
O Kudzu é uma videira que foi introduzido na América do Norte em 1876, no sudeste dos EUA para controle da erosão, tornando-se uma praga por seu crescimento invasivo. Na medicina tradicional é usado para problemas cardíacos e circulatórios, incluindo pressão alta, batimentos cardíacos irregulares, insuficiência cardíaca e dor no peito; para problemas respiratórios superiores, incluindo infecções dos seios nasais, resfriado comum, febre do feno, gripe e gripe suína e para problemas de pele, incluindo erupção cutânea alérgica, coceira e psoríase e para reduzir os sintomas da ressaca alcoólica, incluindo dor de cabeça, dor de estômago, tontura e vômito. 
Na medicina tradicional chinesa a Radix Puerariae (raiz de Kudzu) 葛根 (Pinyin Name: ge gen) seja a Pueraria lobata (Willd.) Ohwi ou Pueraria thomsonii Benth. é de natureza fresca, sabor doce e picante e manifesta principalmente suas ações terapêuticas nos meridianos do baço, estômago, pulmão e bexiga.  Tradicionalmente usada no tratamento de diarréia, disenteria aguda, surdez e doenças cardiovasculares.  Entre sua utilização nesse sistema etnomédico alguns autores destacam sua utilização no tratamento do abuso de álcool por sua  atividade antidipsotrópica  

## Sinónimos
- Dolichos lobatus  Willdenow
- Dolichos hirsutus Thunberg
- Pueraria hirsuta (Thunberg) C. Schneider,
- Pachyrrhizus thunbergianus Siebold & Zuccarini,
- Pueraria thunbergiana (Siebold & Zuccarini) Bentham